# 57 Aquilae
57 Aquilae, som är stjärnans Flamsteed-beteckning, är en dubbelstjärna i stjärnbilden Örnen. Den består av komponenterna 57 Aquilae A och 57 Aquilae B som båda är blåvita stjärnor i huvudserien, B7 Vn och B8 V. Paret har en vinkelseparation på 35,624 bågsekunder och bildar förmodligen en vid dubbelstjärna.
Stjärnorna har visuell magnitud +5,71 och 6,44 och befinner sig på ett avstånd av ungefär 480 ljusår. Deras sammantagna ljusstyrka är +5,70. Den rör sig närmare solen med en heliocentrisk radialhastighet av ca -5 km/s

## Egenskaper
Primärstjärnan 57 Aquilae A är en blå till vit stjärna i huvudserien av spektralklass B7 Vn. Den har en radie som är ca 2,8 solradier och utsänder ca 153 gånger mera energi än solen från dess fotosfär vid en effektiv temperatur av ca 10 800 K.